# Тор (футбольний клуб)
«Тор» (ісл. Þór) — ісландський футбольний клуб із Акюрейрі, заснований 1915 року. Сезон 2011 клуб завершив на переостанньому місці у найвищій лізі Ісландії, опустившись таким чином у перший дивізіоні країни. Водночас 2011 року команда стала фіналістом кубка Ісландії, тому візьме участь у розіграші Ліги Європи 2012-2013.
Спортивний клуб «Тор» об'єднує футбольний, баскетбольний, гандбольний клуби та секцію тхеквондо. Основним його суперником є «Акюрейрі». 2006 року ці два клуби об'єднали свої гандбольні команди в одну, під назвою ГК «Акюрейрі».

## Досягнення
- Кубок Ісландії

- Фіналіст (1): 2011.